# Electric Lady Studios

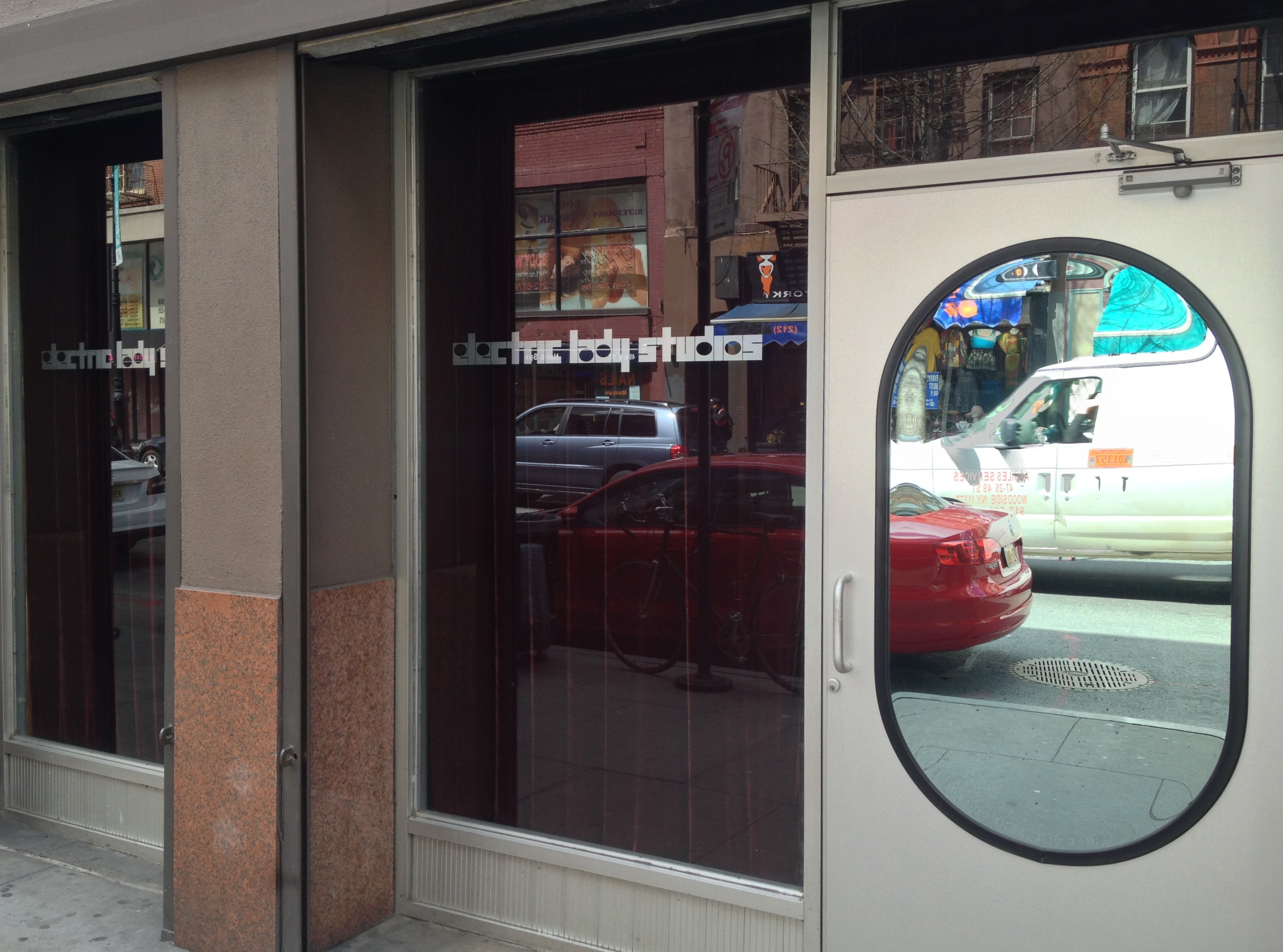
Electric Lady Studios i New York, April 2013

Electric Lady Studios är en inspelningsstudio på 52 West Eighth Street i New York. Studion, som tidigare var en nattklubb, köptes av Jimi Hendrix år 1968. John Storyk anlitades sedan som arkitekt och designande musikstudion där många framgångsrika artister kom att spela in musik.
Den 26 augusti 1970 anordnades en invigning av inspelningsstudion där bland annat Steve Winwood, Eric Clapton, Ronnie Wood och Patti Smith närvarade. Jimi Hendrix avled 18 september 1970, endast fyra veckor efter inspelningsstudions öppnande.  